# EF Эридана
EF Эридана (англ. EF Eridani, EF Eri) — переменная звезда типа AM Геркулеса (поляр, магнитная катаклизмическая переменная). Изменения видимой звёздной величины происходили в интервале от 14,5 до 17,3, но с 1995 года блеск в основном остаётся на нижней границе интервала. Звёздная система состоит из белого карлика и объекта субзвёздной массы на орбите вокруг него.

## EF Эридана B
Субзвёздный объект на орбите вокруг белого карлика представляет собой звезду, потерявшую почти весь газ, перетёкший на белый карлик. Оставшийся объект имеет массу около 0,05 массы Солнца, этого недостаточно для поддержания ядерных реакций, и по составу объект не похож на суперпланету, коричневый карлик или белый карлик. Для такого объекта не существует отдельной категории в классификации.
Считается, что 500 миллионов лет назад белый карлик начал поглощать вещество звезды-компаньона, в то время объекты разделяло расстояние 7 миллионов км. По мере потери массы обычная звезда-компаньон по спирали приближалась к белому карлику до расстояния в 700 тысяч км.
Похожий по характеристикам маломассивный объект обращается по орбите вокруг пульсара PSR J1719-1438.